# 拉穆藏 (热尔省)
拉穆藏（法語：Ramouzens）是法国热尔省的一个市镇，属于孔东区（Condom）奥兹县（Eauze）。该市镇总面积16.67平方公里，2009年时的人口为148人。

## 人口
拉穆藏人口变化图示